# Антоніо Комі
Антоніо Комі (італ. Antonio Comi, нар. 26 липня 1964, Севезо) — італійський футболіст, що грав на позиції півзахисника. По завершенні ігрової кар'єри — спортивний функціонер.
Виступав, зокрема, за клуби «Торіно» та «Рома», а також молодіжну збірну Італії.

## Клубна кар'єра
Народився 26 липня 1964 року в місті Севезо. Вихованець футбольної школи клубу «Торіно». Дебютував у першій команді 20 березня 1983 року в матчі Серії А проти «Фіорентини» (2:0), замінивши Карло Боргі, а вже 18 травня в чвертьфіналі Кубку Італії забив свій перший гол і допоміг досягти туринцям домашньої перемоги над «Наполі» (2:0). Тим не менш тривалий час Комі не був основним гравцем і паралельно виступав за молодіжну команду, з якою у 1985 році виграв молодіжний чемпіонат Італії, а також Турнір Віареджо. Після цих звитяг остаточно був переведений до основної команди і став основним гравцем, яким і залишався до 1989 року, коли команда вилетіла з Серії А. Загалом у рідному клубу провів сім сезонів, взявши участь у 149 матчах Серії А, а найвищим результатом став Фінал кубка Італії 1988 року.
1989 року перейшов до столичної «Роми» і відіграв за «вовків» наступні п'ять сезонів своєї ігрової кар'єри. За цей час виборов титул володаря Кубка Італії у 1990 році, а наступного сезону став фіналістом Кубка УЄФА. Останнім досягненням Антоніо з клубом став Фінал кубка Італії 1993 року.
У листопаді 1994 року Комі перейшов до клубу Серії Б «Комо», де пограв до кінця сезону, за результатами якого клуб понизився у класі, а Антоніо завершив ігрову кар'єру. Загалом за кар'єру півзахисник провів 245 матчів і забив 18 голів в Серії А, а також зіграв 20 матчів у Серії Б.

## Виступи за збірну
Протягом 1985—1986 років залучався до складу молодіжної збірної Італії. У її складі став фіналістом молодіжного чемпіонату Європи 1986 року. Всього на молодіжному рівні зіграв у 5 офіційних матчах.

## Кар'єра функціонера
Він повернувся «Торіно» в 2001 році в якості технічного координатора молодіжного сектора, а потім став главою молодіжного сектора в 2003 році. Посаду він продовжував займати навіть після того, як клуб збанкрутував у 2005 році за наказом нового президента Урбано Кайро. 
29 липня 2011 року він був призначений спортивним директором «Торіно», а липня 2014 року його контракт був продовжений ще на два роки.

## Статистика виступів

### Статистика клубних виступів
| Сезон              | Команда            | Чемпіонат          | Чемпіонат | Чемпіонат | Національний кубок | Національний кубок | Національний кубок | Континентальні кубки | Континентальні кубки | Континентальні кубки | Інші змагання | Інші змагання | Інші змагання | Усього | Усього |
| Сезон              | Команда            | Ліга               | Ігор      | Голів     | Ліга               | Ігор               | Голів              | Ліга                 | Ігор                 | Голів                | Ліга          | Ігор          | Голів         | Ігор   | Голів  |
| ------------------ | ------------------ | ------------------ | --------- | --------- | ------------------ | ------------------ | ------------------ | -------------------- | -------------------- | -------------------- | ------------- | ------------- | ------------- | ------ | ------ |
| 1982–83            | «Торіно»           | A                  | 5         | 0         | КІ                 | 3                  | 1                  | -                    | -                    | -                    | -             | -             | -             | 8      | 1      |
| 1983–84            | «Торіно»           | A                  | 11        | 1         | КІ                 | 5                  | 0                  | -                    | -                    | -                    | -             | -             | -             | 16     | 1      |
| 1984–85            | «Торіно»           | A                  | 17        | 0         | КІ                 | 6                  | 1                  | -                    | -                    | -                    | -             | -             | -             | 23     | 1      |
| 1985–86            | «Торіно»           | A                  | 30        | 7         | КІ                 | 9                  | 4                  | КУЄФА                | 4                    | 2                    | ЛТ            | 4             | 0             | 47     | 13     |
| 1986–87            | «Торіно»           | A                  | 29        | 3         | КІ                 | 7                  | 2                  | КУЄФА                | 8                    | 4                    | -             | -             | -             | 44     | 9      |
| 1987–88            | «Торіно»           | A                  | 29+1      | 3         | КІ                 | 13                 | 2                  | -                    | -                    | -                    | -             | -             | -             | 43     | 5      |
| 1988–89            | «Торіно»           | A                  | 28        | 0         | КІ                 | 8                  | 3                  | -                    | -                    | -                    | -             | -             | -             | 36     | 3      |
| Усього за «Торіно» | Усього за «Торіно» | Усього за «Торіно» | 149+1     | 14        |                    | 51                 | 13                 |                      | 12                   | 6                    |               | 4             | 0             | 217    | 33     |
| 1989–90            | «Рома»             | A                  | 31        | 1         | КІ                 | 6                  | 0                  | -                    | -                    | -                    | -             | -             | -             | 37     | 1      |
| 1990–91            | «Рома»             | A                  | 18        | 0         | КІ                 | 3                  | 0                  | КУЄФА                | 11                   | 0                    | -             | -             | -             | 32     | 0      |
| 1991–92            | «Рома»             | A                  | 10        | 0         | КІ                 | 2                  | 0                  | КВК                  | 1                    | 0                    | СІ            | 0             | 0             | 13     | 0      |
| 1992–93            | «Рома»             | A                  | 24        | 2         | КІ                 | 8                  | 0                  | КУЄФА                | 5                    | 0                    | -             | -             | -             | 37     | 2      |
| 1993–94            | «Рома»             | A                  | 13        | 1         | КІ                 | 3                  | 0                  | -                    | -                    | -                    | -             | -             | -             | 16     | 1      |
| Усього за «Рому»   | Усього за «Рому»   | Усього за «Рому»   | 96        | 4         |                    | 22                 | -                  |                      | 17                   | -                    |               | 0             | 0             | 135    | 4      |
| 1994–95            | «Комо»             | B                  | 20        | 0         | КІ                 | 0                  | 0                  | -                    | -                    | -                    | -             | -             | -             | 20     | 0      |
| Усього за кар'єру  | Усього за кар'єру  | Усього за кар'єру  | 265+1     | 18        |                    | 73                 | 13                 |                      | 29                   | 6                    |               | 4             | 0             | 372    | 37     |

## Титули і досягнення
- Володар Кубка Італії (1):

«Рома»: 1990–1991

## Особисте життя
Його син, Джанмаріо Комі, також став футболістом, був вихованцем «Торіно» і грав за молодіжну збірну Італії.